# Biserica „Sfinții Împărați Constantin și Elena” din Hansca
Biserica „Sf. Împărați Constantin și Elena” este o biserică amplasată în Hansca, raionul Ialoveni, Republica Moldova. Este un monument arhitectural de importanță națională inclus în Registrul monumentelor Republicii Moldova ocrotite de stat cu nr. 709 (raionul Ialoveni). Datează din 1911.